# Pietrosu (Fălești)
Pietrosu è un comune della Moldavia situato nel distretto di Fălești di 976 abitanti al censimento del 2004

## Località
Il comune è formato dall'insieme delle seguenti località (popolazione 2004):
- Pietrosu (798 abitanti)
- Măgura (38 abitanti)
- Măgura Nouă (140 abitanti)